# Tyrtaeosus
Tyrtaeosus är ett släkte av skalbaggar. Tyrtaeosus ingår i familjen vivlar.

## Dottertaxa tillTyrtaeosus, i alfabetisk ordning[1]
- Tyrtaeosus aberrans
- Tyrtaeosus aemulus
- Tyrtaeosus aequus
- Tyrtaeosus albolineatus
- Tyrtaeosus alternatus
- Tyrtaeosus apicicollis
- Tyrtaeosus asservandus
- Tyrtaeosus assimilis
- Tyrtaeosus basiventris
- Tyrtaeosus bicolor
- Tyrtaeosus bifasciatus
- Tyrtaeosus bifoveiceps
- Tyrtaeosus biseriatus
- Tyrtaeosus bivulneratus
- Tyrtaeosus brevirostris
- Tyrtaeosus carinatus
- Tyrtaeosus castor
- Tyrtaeosus cinerascens
- Tyrtaeosus coelosternoides
- Tyrtaeosus concinnus
- Tyrtaeosus concretus
- Tyrtaeosus corpulentus
- Tyrtaeosus crassirostris
- Tyrtaeosus discrepans
- Tyrtaeosus dolosus
- Tyrtaeosus flavonotatus
- Tyrtaeosus foveipennis
- Tyrtaeosus foveiventris
- Tyrtaeosus ichthyosomus
- Tyrtaeosus imitator
- Tyrtaeosus incalidus
- Tyrtaeosus inermis
- Tyrtaeosus ingens
- Tyrtaeosus interstitialis
- Tyrtaeosus lateralis
- Tyrtaeosus laterarius
- Tyrtaeosus macrops
- Tyrtaeosus majorinus
- Tyrtaeosus melanteroides
- Tyrtaeosus microthorax
- Tyrtaeosus mixtus
- Tyrtaeosus modicus
- Tyrtaeosus nigromaculatus
- Tyrtaeosus norfolcensis
- Tyrtaeosus pardalis
- Tyrtaeosus plebeius
- Tyrtaeosus pollux
- Tyrtaeosus pulcher
- Tyrtaeosus punctirostris
- Tyrtaeosus quadratolineatus
- Tyrtaeosus religiosus
- Tyrtaeosus simulator
- Tyrtaeosus squamiceps
- Tyrtaeosus squamivarius
- Tyrtaeosus subopacus
- Tyrtaeosus trianguliferus
- Tyrtaeosus trilineatus
- Tyrtaeosus urens
- Tyrtaeosus ustulatus
- Tyrtaeosus vetustus